# Réponse hypersensible

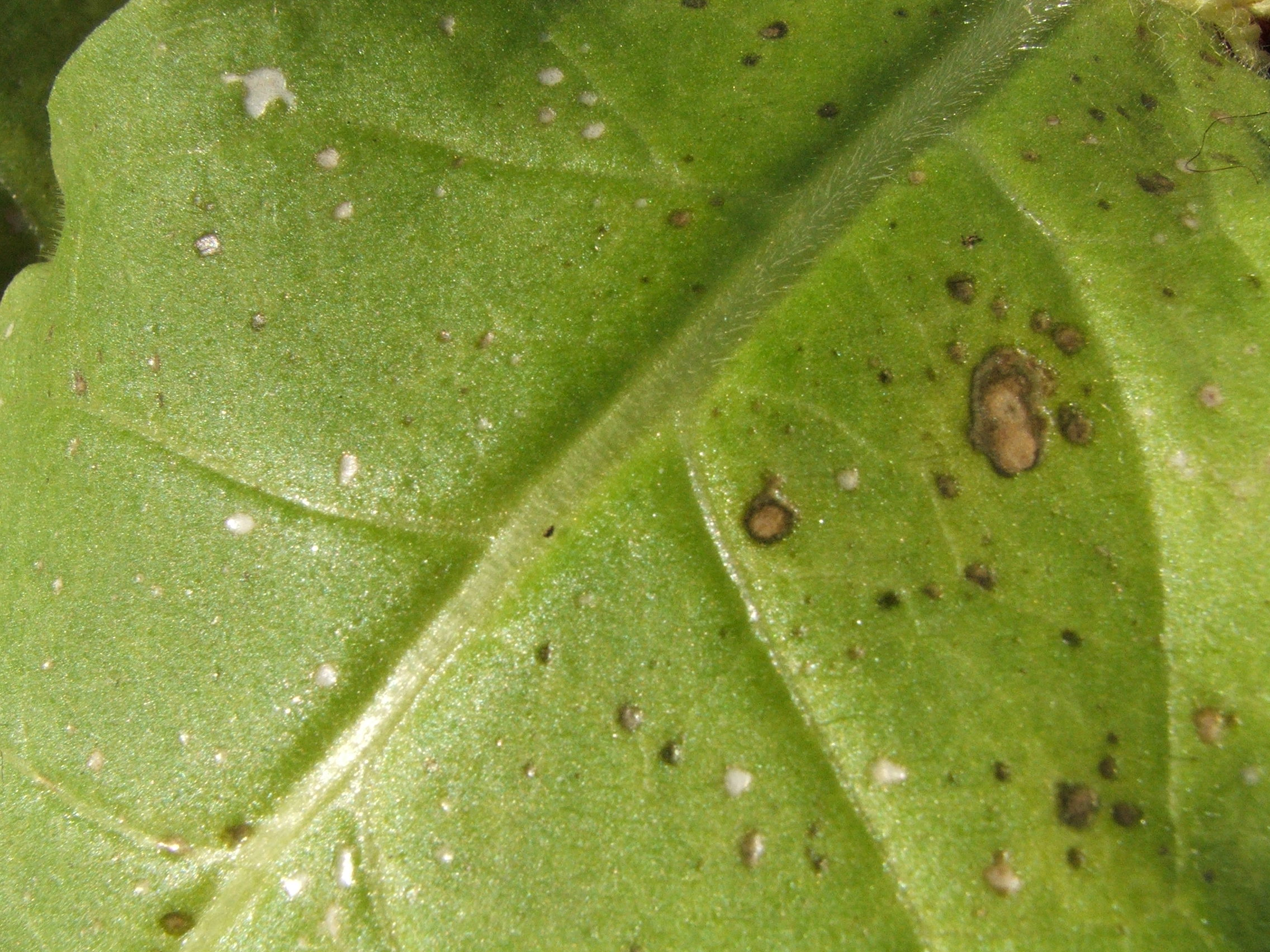
Nécroses foliaires qui se caractérisent par des zones sèches associées aux lésions et au blanchiment des tissus végétaux.

En pathologie végétale, la réponse hypersensible (RH), est le mécanisme spécifique de réaction des plantes à l'attaque par un agent pathogène.
Destinée à prévenir la propagation d'une infection locale, la réponse hypersensible se caractérise par la mort rapide de cellules voisines du point d'infection, par nécrose (réponse se caractérisant par des lésions ou taches nécrotiques) ou apoptose (lésions apoptotiques). Son rôle est de limiter la croissance et la propagation des agents pathogènes dans le reste de la plante. Ce mécanisme rappelle le système immunitaire inné chez les animaux et précède généralement une réponse systémique (généralisée à la plante entière) plus lente à se mettre en place, qui conduit finalement à la résistance systémique acquise (RSA).

## Mécanisme

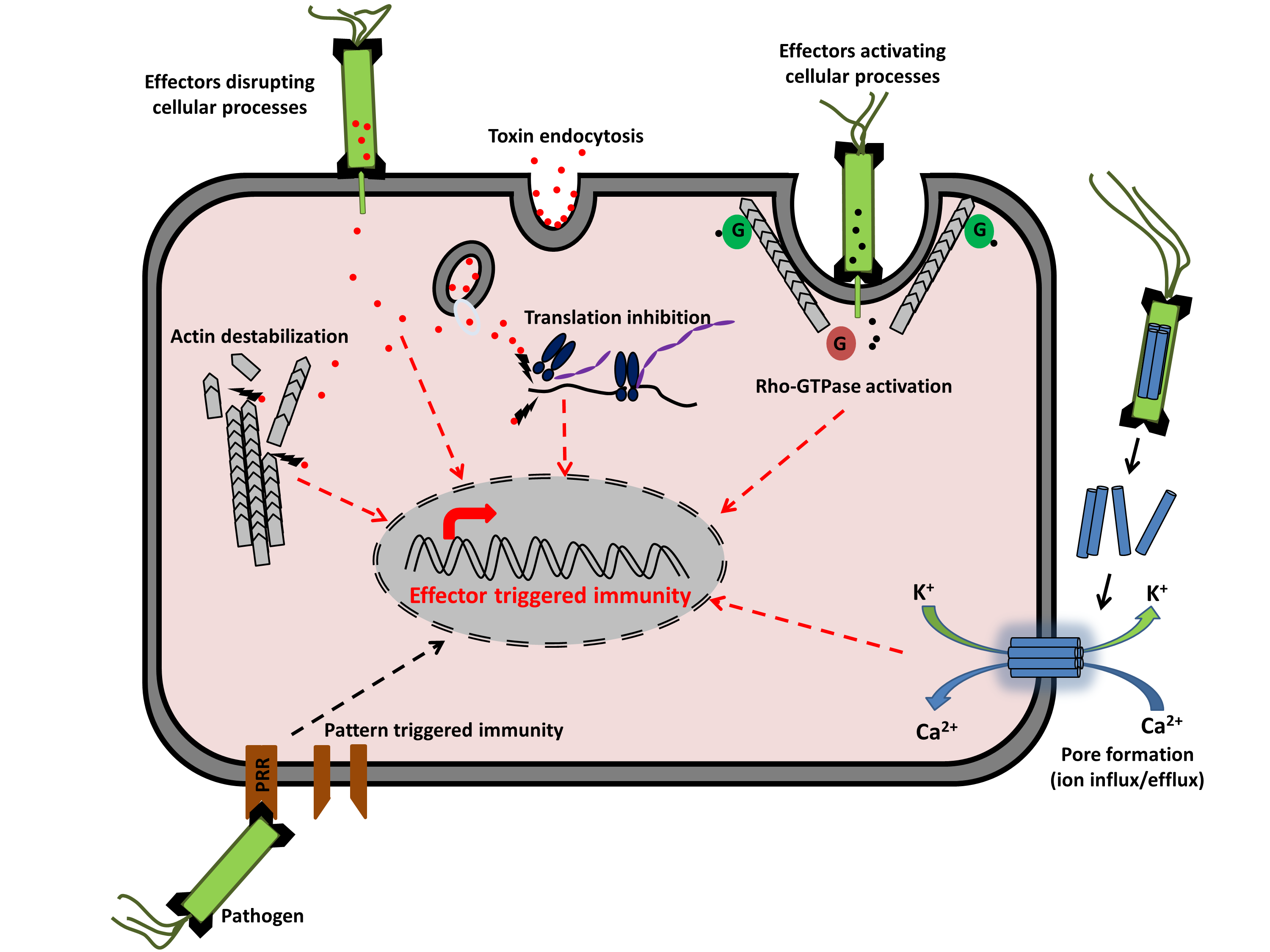
Les plantes n'ont un système immunitaire qui repose sur deux niveaux : le premier appelé PTI est une résistance non spécifique (résistance systémique acquise ou) induite par les éliciteurs des pathogènes qui activent les PPR et implique une réponse basale qui limite la croissance du pathogène. Le second appelé ETI est une résistance spécifique qui se traduit par une réponse plus forte s'accompagnant le plus souvent d'une mort des cellules végétales par apoptose ou nécrose au niveau du site d'infection (la réponse hypersensible).

La réponse hypersensible est déclenchée par la plante quand elle reconnaît un agent pathogène. L'identification d'un agent pathogène se produit généralement lorsque les produits d'un gène d'avirulence, sécrétés par un agent pathogène, se lient aux produits d'un gène (R) de résistance de la plante (relation gène pour gène), ou interagissent indirectement avec lui (l'interaction du pathogène avirulent avec la plante est incompatible puisque celui‐ci ne parvient pas à se développer dans les tissus autour de la lésion). Les gènes R sont très polymorphes, et de nombreuses plantes produisent différents types de produits de gène R, ce qui leur permet de reconnaître les produits de virulence sécrétés par de nombreux agents pathogènes différents.
Il est possible que les gènes d'avirulence codent des enzymes impliquées dans la production de molécules « signal », les éliciteurs, et que les gènes de résistance codent des récepteurs membranaires qui reconnaissent les éliciteurs.
Dans la première phase de la réponse hypersensible, l'activation des gènes R déclenche un flux d'ions, impliquant un efflux d'hydroxyde et potassium hors des cellules, et un afflux de calcium et d'Ion hydrogène dans les cellules.
Dans la deuxième phase, les cellules impliquées dans la réponse hypersensible génèrent une flambée oxydative en produisant dérivés réactifs de l'oxygène (DRO), anions superoxydes, péroxyde d'hydrogène, radicaux hydroxyles et oxyde nitreux. Ces composés affectent les fonctions de la membrane cellulaire, en partie par induction d'une péroxydation des lipides et en causant des dégâts aux lipides.
La modification des composants d'ions dans la cellule et la dégradation des composants cellulaires en présence des DRO entraînent la mort des cellules affectées et la formation de lésions locales. Les dérivés réactifs de l'oxygène déclenchent également le dépôt de lignine et de callose, ainsi que la réticulation des glycoprotéines riches en hydroxyproline préformées telles que le P33 à la matrice de la paroi via la tyrosine dans le motif PPPPY.
Ces composés servent à renforcer les parois des cellules entourant l'infection, ce qui crée une barrière et inhibe la propagation de l'infection.

## Médiateurs
On a montré que plusieurs enzymes sont impliquées dans la production des DRO.
Par exemple, l'amine oxydase à cuivre catalyse la désamination oxydante des polyamines, en particulier de la putrescine, et libère les médiateurs DRO, péroxyde d'hydrogène et ammoniac.
Parmi les autres enzymes susceptibles de jouer un rôle dans la production des DRO figurent la xanthine oxydase, la NADPH oxydase, l'oxalate oxydase, la péroxydases et les flavines contenant des amine oxydases.
Dans certains cas, les cellules entourant la lésion synthétisent des composés antimicrobiens, notamment des composés phénoliques, des phytoalexines et des protéines connexes (PR) de la pathogenèse, y compris des ß-glucanases et des chitinases. Ces composés peuvent agir en perforant les parois cellulaires bactériennes ou fongiques, ou en retardant la maturation, en perturbant le métabolisme, ou en prévenant la reproduction de l'agent pathogène en question.
Des études ont suggéré que le mode et la séquence réels du démantèlement des composants cellulaires des plantes dépendent des interactions spécifiques de chaque couple plante-pathogène, mais toutes les réponses hypersensibles semblent exiger l'implication de protéases à cystéine.
L'induction de la mort cellulaire et l'élimination des agents pathogènes nécessitent également une synthèse active des protéines, un cytosquelette d'actine intact et la présence d 'acide salicylique.

## Évasion des agents pathogènes
Les agents pathogènes ont développé plusieurs stratégies visant à supprimer les réponses de défense des plantes. Les processus biologiques de l'hôte habituellement ciblés par des bactéries comprennent notamment des modifications des voies de la mort cellulaire programmée, en particulier l'inhibition des défenses basées sur les parois cellulaires et l'altération de la signalisation des hormones végétales et de l'expression des gènes de défense.